# Stange
Stange er en kommune liggende på østsiden af søen Mjøsa i Innlandet fylke i Norge. I nord grænser den til Hamar og Løten, i øst til Våler og Åsnes, i syd til Nord-Odal og Eidsvoll, i vest til Østre Toten og Ringsaker. Højeste punkt er Søndre Fjellsjøhøgda der er 642 moh. Kommunen havde 21.0334 indbyggere i 2019.
Stange er den største landbrugskommune i Hedmark fylke.

## Byer
Bosatte pr. 1. januar 2006.
- Ottestad (del af Hamar ), 5 365
- Stange centrum (Stangebyen), 2 438
- Ilseng, 854
- Gata, 506
- Tangen, 468
- Starhellinga (Sørbygdafeltet), 397
- Romedal, 336
- Åsbygda (Bottenfjellet), 270

## Seværdigheder
- Tangen Dyrepark
- Norsk Motor-Historisk Museum
- Norsk Udvandrermuseum

## Tusenårssted
Kommunens tusenårssted er Stange kirke, bygdas eneste middelalderbyggeri, fra ca. 1250.

## Personer fra Stange
- Otto Albert Blehr († 1927), statsminister
- Hulda Garborg († 1934), forfatter, kulturarbejder
- Andrew Furuseth († 1938) [3][4]
- Ingeborg Refling Hagen († 1989), forfatter[5][6]
- Martin Strandli († 1973)[7]
- Aslaug Groven Michaelsen († 2017), forfatter og professor (nordisk litteratur)
- Odvar Nordli, statsminister († 2018)
- Trygve Slagsvold Vedum (1978-), politiker, stortingsmand
- Jan Baker (1939- ), billedkunstner[8]

Fra Stange kommer også pop- og rockgruppen Return.

Politikeren og den tidligere statsminister Odvar Nordli, kommer fra Stange.